# Robinson de bună voie
Robinson de bună voie este un film românesc din 1975 regizat de Ion Bostan.